# Myenchildae
Myenchildae é uma família de nematóides pertencentes à ordem Aphelenchida.
Géneros:
- Myenchus
- Myoryctes